# Бородуліхинський район
Бороду́ліхинський район (каз. Бородулиха ауданы, рос. Бородулихинский район) — адміністративна одиниця у складі Абайської області Казахстану. Адміністративний центр — село Бородуліха.

## Населення
Населення — 33647 осіб (2021; 40167 у 2009, 49122 у 1999, 63955 у 1989).
Національний склад станом на 2016 рік:
- росіяни — 19565 осіб (53,15 %)
- казахи — 12914 осіб (35,08 %)
- німці — 2488 осіб (6,76 %)
- татари — 742 особи
- українці — 308 осіб
- білоруси — 147 осіб
- чеченці — 141 особа
- корейці — 139 осіб
- азербайджанці — 41 особа
- мордва — 41 особа
- вірмени — 38 осіб
- молдовани — 32 особи
- узбеки — 31 особа
- уйгури — 19 осіб
- болгари — 13 осіб
- киргизи — 9 осіб
- башкири — 7 осіб
- інші — 64 особи

## Склад
До складу району входять 17 сільських округів та 1 селищна адміністрація:
| Поселення                         | Площа, км² | Населення, осіб (1989) | Населення, осіб (1999) | Населення, осіб (2009) | Населення, осіб (2021) | Центр          | Населені пункти |
| --------------------------------- | ---------- | ---------------------- | ---------------------- | ---------------------- | ---------------------- | -------------- | --------------- |
| Жезкентська селищна адміністрація | -          | 9576                   | 10554                  | 9888                   | 7917                   | Жезкент        | 1               |
| Андрієвський сільський округ      | -          | 1067                   | 926                    | 720                    | 664                    | Михайличенково | 1               |
| Бакинський сільський округ        | -          | 3447                   | 2171                   | 1479                   | 1114                   | Коростелі      | 2               |
| Бель-Агацький сільський округ     | -          | 4368                   | 3295                   | 2466                   | 2169                   | Бель-Агач      | 5               |
| Бородуліхинський сільський округ  | -          | 8281                   | 6835                   | 5687                   | 6291                   | Бородуліха     | 5               |
| Дмитрієвський сільський округ     | -          | 2116                   | 1542                   | 1317                   | 1199                   | Дмитрієвка     | 2               |
| Жерновський сільський округ       | -          | 2660                   | 1712                   | 1335                   | 973                    | Жерновка       | 3               |
| Зубаїрівський сільський округ     | -          | 1216                   | 776                    | 566                    | 403                    | Зубаїр         | 3               |
| Красноярський сільський округ     | -          | 2064                   | 1389                   | 913                    | 585                    | Красний Яр     | 3               |
| Кунарлинський сільський округ     | -          | 2862                   | 1787                   | 1163                   | 828                    | Піщанка        | 2               |
| Новодворовський сільський округ   | -          | 2800                   | 2052                   | 1773                   | 1297                   | Івановка       | 4               |
| Новопокровський сільський округ   | -          | 5697                   | 3521                   | 3013                   | 2372                   | Новопокровка   | 3               |
| Новошульбинський сільський округ  | -          | 6374                   | 4976                   | 3550                   | 2788                   | Нова Шульба    | 3               |
| Переменовський сільський округ    | -          | 3542                   | 2339                   | 2266                   | 2044                   | Переменовка    | 4               |
| Петропавловський сільський округ  | -          | 2055                   | 1481                   | 1343                   | 1297                   | Петропавловка  | 2               |
| Підборний сільський округ         | -          | 1850                   | 1390                   | 1083                   | 893                    | Комишенка      | 2               |
| Степний сільський округ           | -          | 2057                   | 946                    | 520                    | 310                    | Шелехово       | 2               |
| Тавричеський сільський округ      | -          | 1923                   | 1430                   | 1085                   | 503                    | Буркотово      | 2               |

## Найбільші населені пункти
Нижче наведено список населених пунктів з чисельністю населення понад 1000 осіб:
| № | Населений пункт | Населення, осіб (1989) | Населення, осіб (1999) | Населення, осіб (2009) | Населення, осіб (2021) |
| - | --------------- | ---------------------- | ---------------------- | ---------------------- | ---------------------- |
| 1 | Жезкент         | 9576                   | 10554                  | 9888                   | 7917                   |
| 2 | Бородуліха      | 7370                   | 6122                   | 5226                   | 5912                   |
| 3 | Нова Шульба     | 4911                   | 4130                   | 3073                   | 2589                   |
| 4 | Новопокровка    | 5369                   | 3260                   | 2721                   | 2233                   |
| 5 | Петропавловка   | 1533                   | 1201                   | 1160                   | 1219                   |
| 6 | Дмитрієвка      | 1856                   | 1330                   | 1188                   | 1149                   |
| 7 | Зенковка        | 1923                   | 1474                   | 1092                   | 1144                   |